# Ewood Park
Ewood Park je nogometni stadion v Blackburnu, Lancashire. V njem domuje nogometni klub Blackburn Rovers, ki se je tja preselil poleti 1890 s stadiona Leamington Road. Ewood Park je bil odprt leta 1882 kot večnamenski stadion. Danes je stadion urejen tako, da je na njem na štirih ribunah prostora za 31.367 sedišč, igrišče pa ima dimenzije 115 x 76 jardov. Tribune se imenujejo Darwen End, Riverside Stand (trenutno to tribuno sponzorira podjetje Fraser Eagle, tako pa se imenuje ker stoji ob sami reki Darwen), Blackburn End ter Jack Walker Stand (imenuje se po industrialcu in navijaču iz Blackburna Jacku Walkerju).
Blackburn Rovers so edini angleški klub, ki je v svoji zgodovini trikrat osvojil FA pokal, zaradi česar jim je angleška nogometna zveza dovolila, da na imajo na zastavicah, ki označujejo kot igrišča narisan grb kluba. Te zastavice smejo uporabljati tudi na Ewood Parku, čeprav so zmage dosegli na stadionu Leamington Road.
Ewood Park je gostil tri tekme ženskega eura 2005 angleške izbrane vrste.
Ewood Park je najstarejši stadion prvoligaškega kluba. Čeprav sta Anfield in Stamford Bridge starejša (zgrajena sta bila leta 1884 in 1877), sta njuna sedanja uporabnika, nogometna kluba (Liverpool F.C. ter Chelsea F.C.) tam v prvi ligi prvič zaigrala v letih 1892 ter 1905.

## Podrobnosti

### Rekordi
Največ obiskovalcev: 62.522 proti klubu Bolton Wanderers, 2. marec 1929 (šesto kolo FA pokala).

### Povprečno število obiskovalcev po sezonah
- 2003-04: 24.376
- 2004-05: 22.315
- 2005-06: 21.015
- 2006-07: 21.275
- 2007-08 (do 26. februarja 2008) 23.571

### Prenova
Kot mnogi drugi angleški stadioni, je tudi Ewood Park dolgo ostal po večini nespremenjen. Prenovo so zaradi zunanjih vplivov morali spremeniti nekaj delov stadiona. Leta 1984 so po požaru, ki je uničil tribuno Nuttall Street, na njenem mestu zgradili lože za pomembne goste. V istem desetletju so razglasili tribuno Riverside za nevarno ob vetru in so jo morali preurediti. Železo za konstrukcijo nove tribune je doniralo podjetje Walkersteel, takrat v lasti podjetnika Jacka Walkerja. Walker je leta 1991 celo odkupil klub Blackburn Rovers in dal stadion povsem prenoviti. 